# Ozvěny budoucnosti
Ozvěny budoucnosti (v anglickém originále Future Echoes) je druhá epizoda první série (a celkově druhá) britského kultovního sci-fi sitcomu Červený trpaslík. Poprvé byla vysílána na kanálu BBC2 22. února 1988.
V této epizodě se také jako v první objevil známý mluvící toustovač; Ozvěny budoucnosti jsou též i první epizodou, kde se objevila tematika cestování v čase či vliv příčiny a následku (tzv. kauzality) – toto téma bylo ústředním i v mnohých dalších dílech seriálu, v jeho pozdějších sériích.

## Námět
Těžařská loď Červený trpaslík překročí rychlost světla. K tomu ovšem dojde o něco dřív, než bylo plánováno, a tak posádka zažívá tzv. ozvěny budoucnosti – epizodní útržky budoucích událostí…

## Děj
Poté, co Arnold Rimmer neutěsnil tepelný štít a posádka zemřela na následky výbuchu, navedl lodní počítač Holly Trpaslíka do hlubokého vesmíru. Celou tu dobu loď konstantně zrychlovala a nyní se blíží k překonání rychlosti světla.
Dave Lister zastaví u výdejního automatu a pokusí se objednat si snídani, jenže přístroj je porouchaný. Následně ho vyruší běžící Rimmer, vynadá mu za jeho lenost a zase odběhne. Hologram doběhne do své kajuty a nevybíravě si od lodního počítače poručí uniformu. Holly mu oznámí, že do 24 hodin dosáhne loď rychlosti světla a on musí řídit loď velkou jako město rychlostí, s níž se lidstvo ještě nikdy předtím nesetkalo. Přesto úkol splní, jenže Rimmerovi to nestačí a chce i nový účes. To už Holly nevydrží a místo krátkého ježka se mu na hlavě objeví vysoký účes ve tvaru včelího úlu. Později ve stejné ubikaci si Kocour prohlíží Listerovy fotky, když dovnitř napochoduje Rimmer i s oním účesem na hlavě. První šok zažije Rimmer poté, co podívá do zrcadla. Druhý když mu Lister oznámí, že na Hollyho doporučení půjde do stáze, dokud poletí Trpaslík rychlostí světla a jeho napadlo, proč tam nezůstat do doby, než doletí na Zemi. Rimmer se snaží přemluvit Listera, aby do stáze nešel, protože by se na lodi během dalších tří milionů let zbláznil, ale neuspěje.
Lister se právě se chystá holit a stojí před zrcadlem, když se náhle objeví bílý záblesk. Podle Hollyho loď dosáhla rychlosti světla o 24 hodin dříve, než bylo plánováno. Což znamená, že vidí něco, čím už proletěli. Lister tedy pokračuje v holení, jenže ke svému zděšení zjistí, že obraz v zrcadle se pohybuje jinak než on sám. Zavolá tedy Rimmera, jenže ten, kromě Listerova šeredného obličeje nic zvláštního nevidí. Následně Lister odejde do řídícího střediska a chvíli po něm přijde i Rimmer. Poslední žijící člověk se hologramu pokusí něco vysvětlit, jenže Rimmer mluví úplně špatně a navíc se ani nedívá na něj, ale jaksi bokem. Rimmer nakonec zakroutí hlavou a odejde jedněmi dveřmi. A vzápětí přijde druhými. Lister se mu celou situaci pokusí vysvětlit, jenže Rimmer ho ignoruje a mluví dál. V tu chvíli Listerovi dojde, že tenhle rozhovor absolvoval dvakrát za sebou, tedy jakési déjà vu. Rimmer rychle odchází a Lister na něj volá, když v tom kolem nich proběhne Kocour a naříká, že má zlomený zub. Rimmer a Lister současně vpadnou na ubikace, jenže u Listerova akvária opět spatří Kocoura, jak se snaží ulovit rybičky. Holly jim vysvětlí, že to jsou takzvané „ozvěny budoucnosti“, tedy události, k nimž teprve dojde, předtím, než je někdo z nich zažije. Rimmer si pak všimne, že v Listerově kóji přibyla jedna fotka, na které je zachycen se dvěma dětmi.
Lister prochází chodbou, když se náhle ozve exploze. Lister vběhne do řídící místnosti, kde už je Rimmer a oznámí mu, že ho právě viděl zemřít. Lister tomu odmítne uvěřit a jako důkaz, že se budoucnost dá změnit, se rozhodne zabránit Kocourovi, aby snědl jeho zlaté rybičky, při čemž si má zlomit zub. Lister doběhne do kajuty, vytrhne rybičku z ruky Kocourovi, který se ji chystá sníst a začne se radovat, že nezemře. Jenže jak narazil Kocoura na stůl, nechtěně mu přitom vyrazil zub. Holly potřebuje v řídícím středisku pomoc s počítačem, který se přehřívá. Dave pochopí, že za chvíli nejspíš zemře a vydá se vstříc svému osudu. K výbuchu, k velkému Rimmerovu zklamání, nedojde. Oba dojdou zpátky na ubikace, když si všimnou, že na Listerově posteli někdo leží. „Ahoj, Dave. Tohle jsem já. Tedy ty. Chci říct, že já jsem ty. Tohle seš ty ve věku 171 let,“ prohlásí starý Lister a kromě toho ho informuje, že to nebude on, kdo v řídícím středisku zemře, ale jeho syn Baxley. A pak mu řekne, aby si vzal foťák a rychle utíkal před lékařskou ordinaci. Rimmer chce vědět, co se s ním stane, ale starý Lister se mu vysměje.
Holly před ordinací stojícímu Listerovi vysvětlí, že čím rychleji letí, tím vzdálenější budoucnost se jim ozývá. Ale teď již začali zpomalovat a ozvěny budoucnosti se blíží přítomnosti. Přicházející Rimmer nadhodí zajímavou otázku, kde přijde Lister ke dvěma dětem, když na palubě není žádná žena. V tom se otevřou dveře, vyjde z nich Lister z budoucnosti, na každé ruce má jedno vřískající novorozeně a prohlásí: „Nevidím tě, ale vím, že ty vidíš mě. Rád bych ti představil tvý dva synky. Tohle je Jim, tohle je Bexley. Přestaňte vřískat a pozdravte, kluci!“

## Zajímavosti
- Doug Naylor se snažil, aby závěrečné titulky byly variabilní, kdykoli to jen půjde. Tato epizoda je prvním případem. Přes plujícího Červeného trpaslíka vidíme pomalu se vyvolávající fotografii Listera z budoucnosti s dvojčaty.[3]
- Listerův přístupový kód pro jídelní automat zní RD-52169 (v českém dabingu RD-5692). V pozdějších epizodách užívá ještě další různé přístupové kódy jako 169-12-14-16 v Rovnováze sil (v české verzi 169-12-6) a 000169 v Inkvizitorovi. Tím je naznačeno, že na lodi bylo 169 členů posádky a Lister byl nejníže postaveným ze všech.[3]
- Zpětně nebyli Rob Grant a Doug Naylor spokojeni s tím, jak snadno přenesl Lister přes srdce zjištění, že jeho syn zemře. Když přizpůsobovali tuto část epizody do své první knihy, rezervovali tento nepříjemný osud raději pro Listerova vnuka, aby šlo o vzdálenější budoucnost. Nikdy v budoucnu se k této události více nevrátili.[3]
- Listerovi často zmiňovaní synové Jim a Bexley jsou viděni poprvé a naposled. Podle Craiga Charlese obě děti nechtěly přestat brečet, jedno mu pozvracelo ruku a druhé se mu do ní vyčůralo. Kvůli jejich neustálému řevu musel zaimprovizovat a poslední větu si vymyslet.[3]

### Související článek
- Dilatace času